# Plauderbank

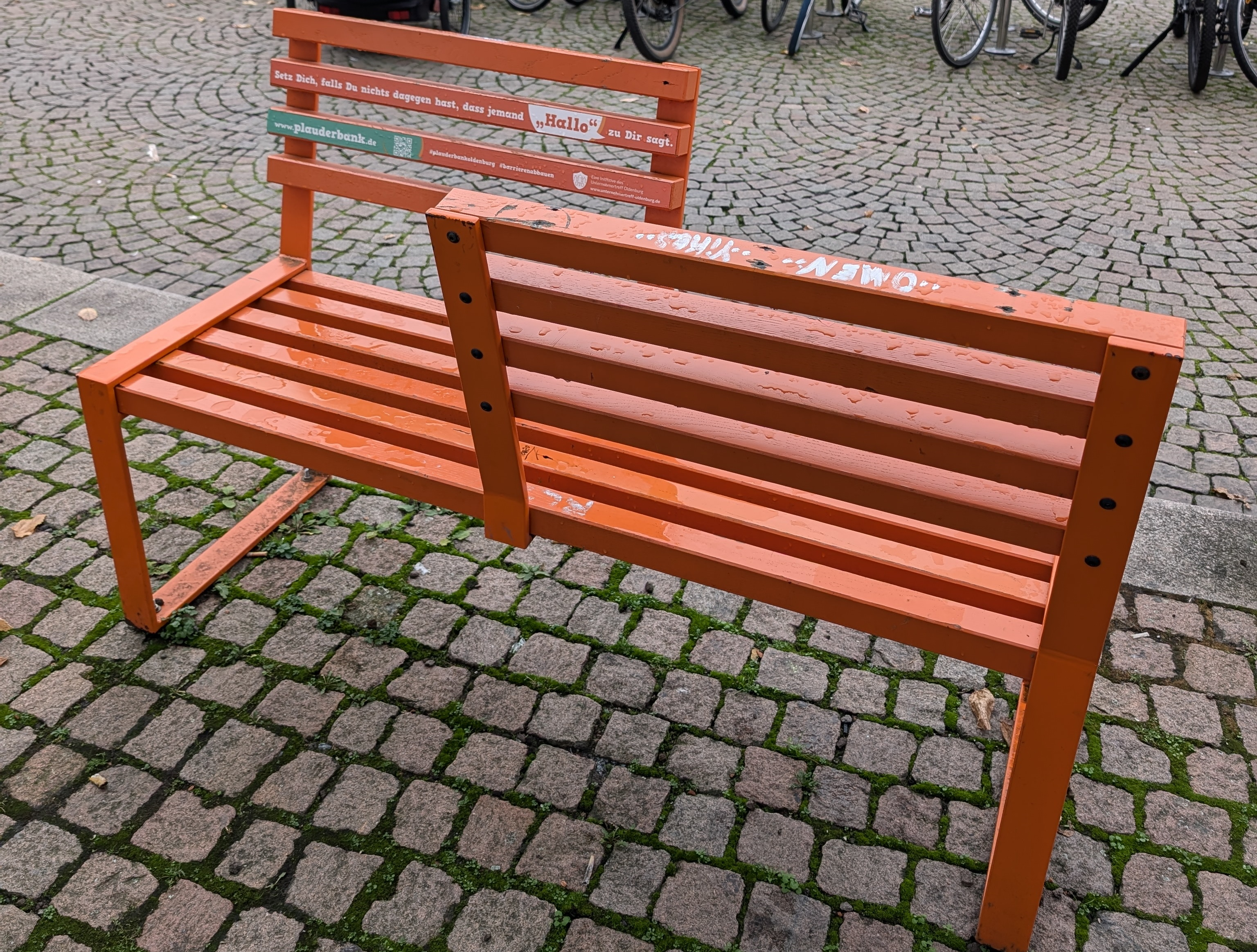
Plauderbank in Oldenburg am Julius-Mosen-Platz

Die Plauderbank (regional unterschiedlich auch  Fillebank, Quassel-Bank, Ratschbankerl, Schwätzbänkle) ist ein soziales Projekt, um die Einsamkeit und soziale Isolation von Menschen durch ungezwungene Gespräche zu mindern. Das Konzept basiert auf speziell gekennzeichneten Parkbänken, die Menschen einladen, sich zu setzen und miteinander ins Gespräch zu kommen.

## Geschichte
Die Idee der Plauderbänke entstand, initiiert durch den Polizisten Ashley Jones, erstmals 2018 in England unter dem Namen „Chat Bench“. Das erste Exemplar wurde in Burnham-on-Sea aufgestellt. In London gibt es drei solcher Bänke; in England sind es Hunderte.
Das Konzept verbreitete sich schnell international, unter anderem in Europa und Amerika. Mittlerweile gibt es solche Bänke nicht nur in Großbritannien und in Deutschland, sondern auch in Polen, Spanien, den USA, Kanada und Australien.
In Deutschland wurde die Idee an verschiedenen Orten umgesetzt, wie beispielsweise in Rostock, Landau, Berlin und anderen Städten. In Oldenburg gibt es Plauderbänke an verschiedenen Orten wie dem Eversten Holz, der Innenstadt und dem Schlossgarten. Die Initiative wird vom Unternehmertreff Oldenburg (UTO). getragen und von Oberbürgermeister Jürgen Krogmann unterstützt.

## Konzept und Funktionsweise
Plauderbänke sind herkömmliche Parkbänke, die mit Schildern oder Markierungen versehen sind, um ihre spezielle Funktion zu kennzeichnen. Die Schilder enthalten meist Botschaften wie „Setz dich, sprich mit mir!“ oder ähnliche Aufforderungen, die zum Gespräch ermutigen sollen.
Um den Gesprächseinstieg zu erleichtern, werden an einigen Orten zusätzlich sogenannte „Deeper Connection Cards“ angeboten. Diese Karten enthalten Fragen oder Themenvorschläge, die zu offenen und ehrlichen Gesprächen anregen sollen.

## Ziele
Das Hauptziel des Projekts ist es, soziale Isolation zu reduzieren und spontane Gespräche zwischen Menschen zu fördern. Plauderbänke richten sich an alle Altersgruppen und sollen den gesellschaftlichen Zusammenhalt stärken.